# Arc de triomphe de Moscou
Pour les articles homonymes, voir Arc de triomphe (homonymie).
Ne doit pas être confondu avec Arc de triomphe (Moscou) ou Arc de triomphe de Moscou (Irkoutsk).
L'arc de triomphe de Moscou (russe : Московские триумфальные ворота, Moskovskie trioumfalnyïe vorota, litt. « portes triomphales de Moscou ») est un arc de triomphe néo-classique construit à l'embouchure de la route menant de Saint-Pétersbourg à Moscou en 1834-1838 comme un monument à la victoire russe sur les Turcs et de la paix d'Andrinople. L'architecte en fut Vassili Stassov. En 1936, la structure en fonte fut démolie par les Soviétiques sous prétexte d'une reconstruction prévue de l'avenue. Il fut remis en place trente ans plus tard.

## XIXesiècle
Au départ, l’arc de triomphe était supposé être érigé près du canal Obvodny, mais avec l’expansion de la ville plus au sud, le site a été déplacé à l’intersection de la route de Moscou et du canal Ligovski. À cette place, le monument devient non seulement une structure commémorative mais aussi une porte d’entrée dans la capitale impériale.
L’arc de triomphe de Moscou a été conçu par l’architecte Vassili Stassov.
Stassov, promoteur du style Empire, a initialement développé deux projets. L’un d’entre eux a été choisi pour être érigé comme modèle à échelle réelle. Ce projet fut confirmé le 14 septembre 1834. Dans l’année qui suivit, le sculpteur néoclassique Boris Orlovski dessina les sculptures figurant sur le monument.
Le principal matériau de construction de l’arc de triomphe est la fonte. La fabrication des extrémités des colonnes, des cloisons au-dessus des corniches et des sculptures ont été réalisées dans un même atelier local. En revanche la fonte du corps des colonnes a eu lieu dans un atelier différent.

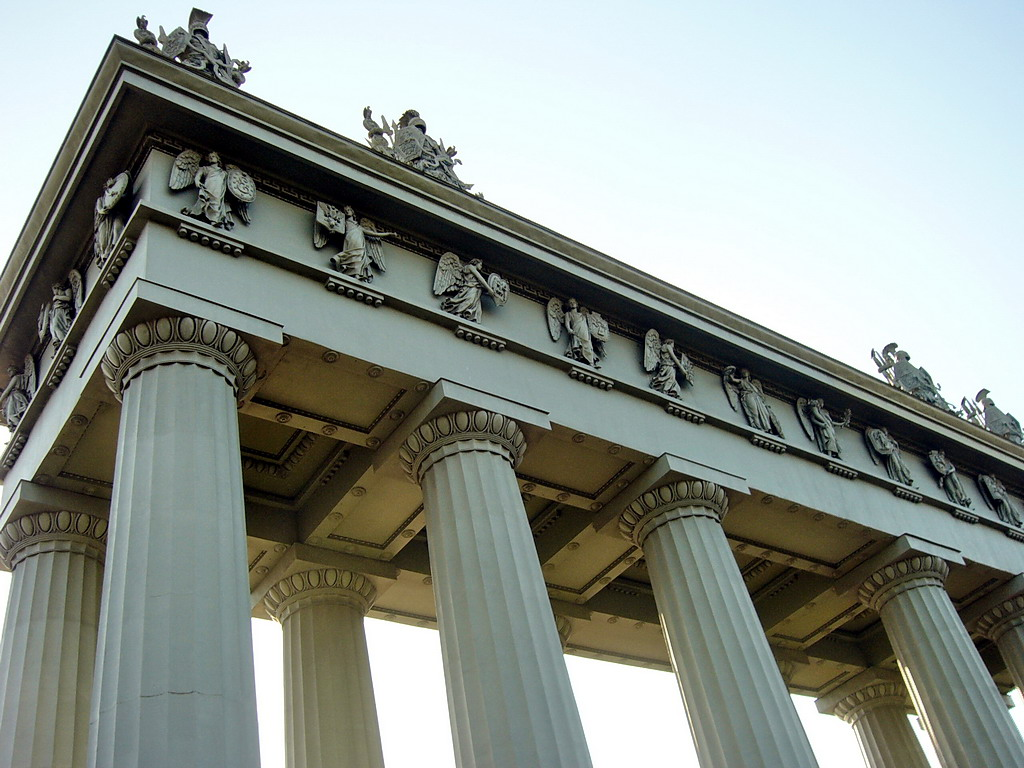
Sommet de l'arc de triomphe de Moscou

Chaque colonne est composée de neuf blocs séparés les uns des autres.
Les 12 colonnes pèsent ensemble 450 tonnes. La première colonne fut érigée le 14 juillet 1836.
Le monument a été inauguré deux ans plus tard le 16 octobre 1838. À cette époque, l’arc de triomphe de Moscou est le plus grand monument en fonte du monde.
Le portique monumental fait de colonnes puissantes symbolise la grandeur et la gloire de l’armée russe. Le thème de la victoire guerrière est souligné par les sculptures représentant trophées de guerre, symboles militaires et armes.
Le monument est conçu de manière à exprimer le pouvoir de l’État. Ce concept est inhérent à la plupart des constructions de Stassov à Saint-Pétersbourg, comme la caserne Pauline (1817-1821), la cathédrale de la Trinité (1827-1829), la cathédrale de la Transfiguration (1828-1835) et l’arc de triomphe de Narva (1827-1834).

## XXesiècle
En 1936, le monument fut démonté avec l’intention de le déplacer. Plus tard, durant le siège de Léningrad en 1941, lorsque l’armée allemande s’approcha de la périphérie de Léningrad, les blocs de fonte de l’arc de triomphe furent utilisés pour la création d’une structure de défense anti-char près de la limite sud de la ville.
L’édifice a été restauré de 1958 à 1960. Un groupe de restaurateurs dirigé par l’architecte Ivan Kaptsioug – qui avait été chargé de la restauration du palais Constantin de 1949 à 1956 - a réussi à reconstituer la plupart des éléments sculpturaux perdus du monument. Les nouvelles colonnes, frises et corniches ont été coulées à l’usine Kirov de Léningrad. 

## Sources
- (en) Cet article est partiellement ou en totalité issu de l’article de Wikipédia en anglais intitulé « Moscow Triumphal Gate » (voir la liste des auteurs).